# André Bauler

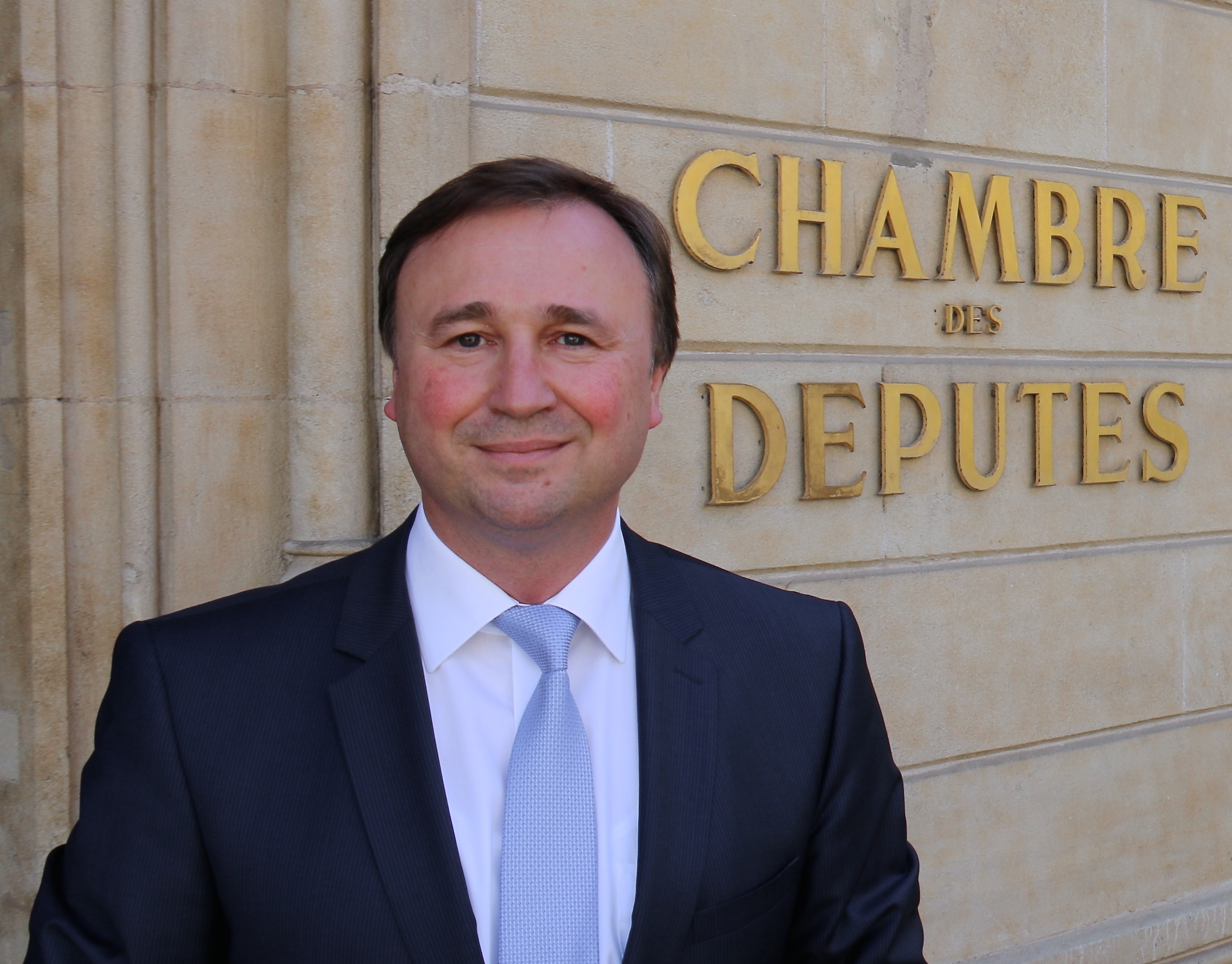
André Bauler, 2015

André Bauler (* 5. Februar 1964 in Ettelbrück, Luxemburg) ist ein luxemburgischer Autor und Politiker. Er ist Mitglied der Demokratischen Partei (DP) und seit 2009 Parlamentsabgeordneter.

## Leben und Arbeit
Nach dem Besuch des Lycée classique de Diekirch von 1976 bis 1983 absolvierte André Bauler 1984 ein Hochschulstudium am Centre universitaire de Luxembourg‚ und von 1985 bis 1987 an der Université catholique de Louvain, wo er im Juni 1987 seinen Abschluss in Wirtschaftswissenschaften machte. Von 1990 bis 2009 war er Gymnasiallehrer für Wirtschafts- und Sozialwissenschaften und hatte Lehraufträge in der Sekundarlehrerausbildung an der Universität Luxemburg.
André Bauler ist seit 1993 Mitglied der Demokratischen Partei. Von 2005 bis 2007 war er Mitglied des Gemeinderats von Erpeldingen-Sauer, dann von 2007 bis 2011 erster Schöffe und schließlich von 2011 bis 2013 Bürgermeister. Ein Amt, das er bis zu seiner Berufung in die Regierung innehatte.
Auf nationaler Ebene wurde André Bauler 2009 zum ersten Mal über die Liste der DP im Wahlbezirk Norden direkt in die Abgeordnetenkammer gewählt. 2013 wurde er wiedergewählt. Im Parlament war er unter anderem von 2009 bis 2011 stellvertretender Vorsitzender des Ausschusses für Wirtschaft, Außenhandel und solidarische Ökonomie, von 2009 bis 2013 stellvertretender Vorsitzender des Ausschusses für Arbeit und Beschäftigung, von 2009 bis 2013 stellvertretender Vorsitzender des Ausschusses für Mittelstand und Tourismus und von 2011 bis 2013 stellvertretender Vorsitzender des Ausschusses für Bildung, Berufsbildung und Sport.
Nach den Parlamentswahlen vom 20. Oktober 2013 wurde André Bauler am 4. Dezember 2013 in der Koalitionsregierung zwischen der Demokratischen Partei (DP), der Sozialistischen Arbeiterpartei Luxemburgs (LSAP) und den Grünen (Déi Gréng) zum Staatssekretär für Bildung, Kinder und Jugend sowie zum Staatssekretär für Hochschulwesen und Forschung ernannt. André Bauler musste sein Amt als Staatssekretär am 28. März 2014 aus gesundheitlichen Gründen niederlegen. Danach nahm er wieder seine Arbeit im Parlament auf. Bei den Parlamentswahlen am 14. Oktober 2018 wurde er zum dritten Mal in Folge direkt in die Abgeordnetenkammer gewählt.
Zwischen 2018 und 2023 war André Bauler unter anderem Vorsitzender des Finanz- und Haushaltsausschusses der Abgeordnetenkammer. Von 2014 bis 2018 war er Vorsitzender des Kulturausschusses der Kammer und Berichterstatter für das erste Archivgesetz für Luxemburg und für die Umsetzung von drei Europaratskonventionen zum Schutz des architektonischen, immateriellen und audiovisuellen Erbes im nationalen Recht. André Bauler war auch Berichterstatter für den Staatshaushalt 2019. Anfang Oktober 2023 wurde er zum vierten Mal direkt ins Parlament gewählt. Er hat hier die Posten des Vorsitzenden der Kulturausschusses und des stellvertretenden Vorsitzenden der Finanzkommission inne. Er ist auch Mitglied des Ältestenrates des Parlaments. 
Seit 2015 ist er Präsident des Kulturvereins „De Cliärrwer Kanton“. Zwischen 1995 und 2016 engagierte er sich als Gründungspräsident der „Orgelfreunde Diekirch“ für den Bau der Orgel im Nord-Konservatorium (CMNord) und die große Thomas-Orgel in Diekirch.

## Werke
André Bauler verfasst neben seiner politischen Tätigkeit Artikel, Bücher und Schriften zu gesellschaftlichen, kulturellen, historischen und wirtschaftlichen Themen. In der Politik konzentriert er sich auf Finanzen, Wirtschaftsentwicklung im ländlichen Raum, Hochschulbildung sowie Kultur- und Denkmalschutz.
Wissenschaftliche Arbeiten
- Un cartel international: l’organisation des pays exportateurs de pétrole, Mémoire en sciences économiques, Louvain-la-Neuve, 1987 (sous la direction du prof. Jean Jaskold Gabszewicz / rapporteur : prof. Alexis Jacquemin).
- La politique de concurrence européenne face au problème des ententes horizontales entre entreprises industrielles, Dissertation scientifique en vue de l’obtention du titre de professeur de sciences économiques et sociales, Luxembourg, 1989 (sous la direction du prof. Jules Stoffels).
- Langage et principes de l’économique: terminologie et mécanismes, aspects de l’économie luxembourgeoise. Ministère de l’éducation nationale et de la formation professionnelle, Luxembourg 1999 (co-auteur: prof. Edmée Krier).
- Les fruits de la souveraineté nationale. Essai sur le développement de l’économie luxembourgeoise de 1815 à 1999. Une vue institutionnelle, Banque Raiffeisen, Luxembourg, 2001, ISBN 2-9599789-0-0
- Des Öslings stille Kraft, Editions Schortgen, Esch-Alzette, 2004, ISBN 2-87953-875-0
- Schnéiwäiss. Winter und Frühling im Norden Luxemburgs. Fotografien. Op der Lay 806, 2006, ISBN 978-2-87967-132-1
- Romantescht an historescht Éislek – Landschaften a Baukultur an de Lëtzebuerger Ardennen, De Cliärrwer Kanton, 2016, 200 S., Hardcover, ISBN 978-99959-0-281-0
- De Réidener Kanton – eng houfreg Lëtzebuerger Kulturlandschaft, éditeur : Thillenvogtei, 2017, 100 S., Hardcover, ISBN 978-99959-0-337-4

Theaterstücke
- De knéckege Schlasshär Récré 23, Editions de l’APESS
- Vill Gedäisch am Sauerdall – Eng historesch Fantasie aus der Belle époque als Fräiliichttheater konzipéiert, Récré 24, Editions de l’APESS
- Ouni Dokter geet et och! Theaterstéck fräi nom Molière sengem „Malade imaginaire“, Récré 25, Editions de l’APESS